# サッカーツバル代表
サッカーツバル代表（サッカーツバルだいひょう）は、ツバルサッカー協会 (TNFA) によって構成されるツバルのサッカーのナショナルチームである。
オセアニアサッカー連盟（OFC）の準加盟メンバーであるが、国際サッカー連盟（FIFA）には未加盟であり、FIFAワールドカップに参加する事は出来ない。

## 歴史
1979年にサッカー協会が設立。同年にフィジーで開催されたサウスパシフィックゲームズに代表チームを初めて国際大会に派遣した。
ツバルには首都フナフティにサッカー場が1つ存在するが、海抜の低い国土ゆえ、満潮時になると地下から海水があふれ出し、グラウンドの芝生も塩害の影響でダメージを受けているなど、劣悪なコンディションの下に置かれている。
チームはサッカー場の側にあるフナフティ国際空港の滑走路で練習することもあり、このような状況から、これまでホームで国際試合を開催した経験はない。
サッカーはツバルで最も人気のあるスポーツの一つとされ、1987年からFIFAに加盟を申請しているものの、上述のインフラ面や財政面の問題から却下されている。
将来的なFIFA加盟を目指し、2008年には当時のツバル首相であったアピサイ・イエレミアがFIFA本部を訪問し、ゼップ・ブラッターと対面。改めて正式なメンバー加盟についての陳情を申し入れた。ツバルのFIFA加盟に関しては、フィジーサッカー協会も支援に協力する意向を示しており、要請があれば試合会場や練習場所の提供に応じるとしている。
また、ツバルはオランダの財団とボランティアグループからも支援を受けており、2011年には北京オリンピックでオランダ代表率いたフォッペ・デ・ハーンが監督に就任し、パシフィックゲームズ2011までの期間限定ながら、無償で代表を率いた。デ・ハーンに率いられた代表はパシフィックゲームズ本大会で、アメリカ領サモアから4-0と勝利を収めている。

## 成績

### パシフィックゲームズ
| 開催年 | 結果               | 試合   | 勝利   | 引分   | 敗戦   | 得点   | 失点   |
| ------ | ------------------ | ------ | ------ | ------ | ------ | ------ | ------ |
| 1963   | 不参加             | 不参加 | 不参加 | 不参加 | 不参加 | 不参加 | 不参加 |
| 1966   | 不参加             | 不参加 | 不参加 | 不参加 | 不参加 | 不参加 | 不参加 |
| 1969   | 不参加             | 不参加 | 不参加 | 不参加 | 不参加 | 不参加 | 不参加 |
| 1971   | 不参加             | 不参加 | 不参加 | 不参加 | 不参加 | 不参加 | 不参加 |
| 1975   | 不参加             | 不参加 | 不参加 | 不参加 | 不参加 | 不参加 | 不参加 |
| 1979   | ベスト8            | 3      | 1      | 0      | 2      | 7      | 31     |
| 1983   | 不参加             | 不参加 | 不参加 | 不参加 | 不参加 | 不参加 | 不参加 |
| 1987   | 不参加             | 不参加 | 不参加 | 不参加 | 不参加 | 不参加 | 不参加 |
| 1991   | 不参加             | 不参加 | 不参加 | 不参加 | 不参加 | 不参加 | 不参加 |
| 1995   | 不参加             | 不参加 | 不参加 | 不参加 | 不参加 | 不参加 | 不参加 |
| 2003   | グループリーグ敗退 | 4      | 1      | 0      | 3      | 3      | 11     |
| 2007   | グループリーグ敗退 | 4      | 0      | 1      | 3      | 2      | 22     |
| 2011   | グループリーグ敗退 | 5      | 1      | 1      | 3      | 7      | 20     |
| 2015   | 不参加             | 不参加 | 不参加 | 不参加 | 不参加 | 不参加 | 不参加 |
| 合計   | 4/14               | 16     | 3      | 2      | 11     | 19     | 84     |

## 歴代監督
- ロパティ・タウピリ 2018
- マティ・フシ 2019-